# Мечиславувка
Мечиславувка (пол. Mieczysławówka) — село в Польщі, у гміні Груєць Груєцького повіту Мазовецького воєводства.
Населення — 103 особи (2011).
У 1975-1998 роках село належало до Радомського воєводства.

## Демографія
Демографічна структура станом на 31 березня 2011 року:
|          | Загалом | Допрацездатний вік | Працездатний вік | Постпрацездатний вік |
| -------- | ------- | ------------------ | ---------------- | -------------------- |
| Чоловіки | 51      | 6                  | 43               | 2                    |
| Жінки    | 52      | 10                 | 34               | 8                    |
| Разом    | 103     | 16                 | 77               | 10                   |